# Окуму, Джозеф
Джозеф Стенли Окуму (англ. Joseph Stanley Okumu; род. 26 мая 1997, Кисуму) — кенийский футболист, защитник французского «Реймса» и национальной сборной Кении.

## Клубная карьера
На родине в Кении выступал за «Чемелил Шугар». В 2016 году в его составе провёл 13 матчей в кенийской Премьер-лиге. Затем играл за южноафриканский «Фри Стэйт Старс», откуда в марте 2018 года перебрался в США, где подписал контракт с «Анн-Арбором», выступающим в Севеоамериканской футбольной лиге, четвертой по уровню лиге. Вместе с командой он выиграл регулярный чемпионат, после чего дошёл до полуфинала плей-офф. По итогам сезона был признан лучшим игроком года в команде. 16 августа перешёл в «Реал Монаркс», заключив с ним трудовое соглашение, рассчитанное до конца года. Впервые в его составе вышел на поле в стартовом составе на матч чемпионшипа ЮСЛ против «ОКС Энерджи», состоявшийся 4 октября. На 83-й минуте встречи был заменён на поляка Конрада Плеву. В общей сложности за два сезона принял участие в 13 матчах команды, не отметившись результативными действиями.
28 августа 2019 года стал игроком шведского «Эльфсборга», заключив с клубом контракт на три года. Спустя месяц дебютировал в чемпионате Швеции в игре очередного тура с АИК. Окуму вышел в стартовом составе и на 80-й минуте встрече заработал жёлтую карточку. С началом следующего сезона стал регулярно появляться в основном составе, приняв участие в 24 из 30 матчах клуба в первенстве страны. По итогам сезона «Эльфсборг» занял вторую строчку в турнирной таблице и завоевал серебряные медали.
21 июня 2021 года подписал четырёхлетний контракт с бельгийским «Гентом». Дебютная игра за клуб состоялась 25 июля в первом туре нового чемпионата против «Сент-Трюйдена», завершившаяся поражением со счётом 1:2.

## Карьера в сборных
Выступал за юношеские и молодёжные сборные Кении. 31 мая 2016 года дебютировал в национальной сборной Кении в товарищеском матче с Суданом, появившись в стартовом составе и проведя на поле все 90 минут. В июне 2019 года в составе сборной принимал участие в финальном турнире Кубка африканских наций. На групповом этапе Окуму сыграл во всех трёх матчах: с Алжиром, Танзанией и Сенегалом.

## Достижения
Эльфсборг:
- Серебряный призёр чемпионата Швеции: 2020

Гент:
- Обладатель Кубка Бельгии: 2021/22
- Финалист Суперкубка Бельгии: 2022/23

## Клубная статистика
| Выступление      | Выступление      | Выступление      | Лига | Лига | Кубки | Кубки | Конт. кубки | Конт. кубки | Итого | Итого |
| Клуб             | Лига             | Сезон            | Игры | Голы | Игры  | Голы  | Игры        | Голы        | Игры  | Голы  |
| ---------------- | ---------------- | ---------------- | ---- | ---- | ----- | ----- | ----------- | ----------- | ----- | ----- |
| Чемелил Шугар    | Премьер-лига     | 2016             | 13   | 0    | 0     | 0     | 0           | 0           | 13    | 0     |
| Чемелил Шугар    | Итого            | Итого            | 13   | 0    | 0     | 0     | 0           | 0           | 13    | 0     |
| Фри Стэйт Старс  | Премьер-лига     | 2016/17          | 7    | 0    | 1     | 0     | 0           | 0           | 8     | 0     |
| Фри Стэйт Старс  | Итого            | Итого            | 7    | 0    | 1     | 0     | 0           | 0           | 8     | 0     |
| Анн-Арбор        | NASL             | 2018             | 8    | 0    | 0     | 0     | 0           | 0           | 8     | 0     |
| Анн-Арбор        | Итого            | Итого            | 8    | 0    | 0     | 0     | 0           | 0           | 8     | 0     |
| Реал Монаркс     | Чемпионшип ЮСЛ   | 2018             | 3    | 0    | 0     | 0     | 0           | 0           | 3     | 0     |
| Реал Монаркс     | Чемпионшип ЮСЛ   | 2019             | 10   | 0    | 0     | 0     | 0           | 0           | 10    | 0     |
| Реал Монаркс     | Итого            | Итого            | 13   | 0    | 0     | 0     | 0           | 0           | 13    | 0     |
| Эльфсборг        | Алльсвенскан     | 2019             | 3    | 0    | 0     | 0     | 0           | 0           | 3     | 0     |
| Эльфсборг        | Алльсвенскан     | 2020             | 24   | 0    | 5     | 0     | 0           | 0           | 29    | 0     |
| Эльфсборг        | Алльсвенскан     | 2021             | 7    | 0    | 3     | 0     | 0           | 0           | 10    | 0     |
| Эльфсборг        | Итого            | Итого            | 34   | 0    | 8     | 0     | 0           | 0           | 42    | 0     |
| Гент             | Лига Жюпиле      | 2021/22          | 31   | 1    | 6     | 1     | 10          | 1           | 47    | 3     |
| Гент             | Лига Жюпиле      | 2022/23          | 30   | 1    | 4     | 0     | 11          | 0           | 45    | 1     |
| Гент             | Итого            | Итого            | 61   | 2    | 10    | 1     | 21          | 1           | 92    | 4     |
| Реймс            | Лига 1           | 2023/24          | 1    | 0    | 0     | 0     | —           | —           | 1     | 0     |
| Реймс            | Итого            | Итого            | 1    | 0    | 0     | 0     | —           | —           | 1     | 0     |
| Всего за карьеру | Всего за карьеру | Всего за карьеру | 137  | 2    | 19    | 1     | 21          | 1           | 177   | 4     |

## Статистика в сборной
| Матчи и голы Джозефа Окуму за национальную сборную Кении | Матчи и голы Джозефа Окуму за национальную сборную Кении | Матчи и голы Джозефа Окуму за национальную сборную Кении | Матчи и голы Джозефа Окуму за национальную сборную Кении | Матчи и голы Джозефа Окуму за национальную сборную Кении | Матчи и голы Джозефа Окуму за национальную сборную Кении |
| №                                                        | Дата                                                     | Оппонент                                                 | Счёт                                                     | Голы                                                     | Соревнование                                             |
| -------------------------------------------------------- | -------------------------------------------------------- | -------------------------------------------------------- | -------------------------------------------------------- | -------------------------------------------------------- | -------------------------------------------------------- |
| 1                                                        | 31 мая 2016                                              | Судан                                                    | 1:1                                                      | -                                                        | Товарищеский матч                                        |
| 2                                                        | 7 июня 2019                                              | Мадагаскар                                               | 1:0                                                      | -                                                        | Товарищеский матч                                        |
| 3                                                        | 15 июня 2019                                             | ДР Конго                                                 | 1:1                                                      | -                                                        | Товарищеский матч                                        |
| 4                                                        | 23 июня 2019                                             | Алжир                                                    | 0:2                                                      | -                                                        | Кубок африканских наций 2019                             |
| 5                                                        | 27 июня 2019                                             | Танзания                                                 | 3:2                                                      | -                                                        | Кубок африканских наций 2019                             |
| 6                                                        | 1 июля 2019                                              | Сенегал                                                  | 0:3                                                      | -                                                        | Кубок африканских наций 2019                             |
| 7                                                        | 13 октября 2019                                          | Мозамбик                                                 | 0:1                                                      | -                                                        | Товарищеский матч                                        |
| 8                                                        | 14 ноября 2019                                           | Египет                                                   | 1:1                                                      | -                                                        | Отборочные матчи Кубка африканских наций 2021            |
| 9                                                        | 18 ноября 2019                                           | Того                                                     | 1:1                                                      | -                                                        | Отборочные матчи Кубка африканских наций 2021            |
| 10                                                       | 11 ноября 2020                                           | Коморы                                                   | 1:1                                                      | -                                                        | Отборочные матчи Кубка африканских наций 2021            |
| 11                                                       | 15 ноября 2020                                           | Коморы                                                   | 1:2                                                      | -                                                        | Отборочные матчи Кубка африканских наций 2021            |
| 12                                                       | 2 сентября 2021                                          | Уганда                                                   | 0:0                                                      | -                                                        | Отборочные матчи Чемпионата мира 2022                    |
| 13                                                       | 5 сентября 2021                                          | Руанда                                                   | 1:1                                                      | -                                                        | Отборочные матчи Чемпионата мира 2022                    |
| 14                                                       | 7 октября 2021                                           | Мали                                                     | 0:5                                                      | -                                                        | Отборочные матчи Чемпионата мира 2022                    |
| 15                                                       | 10 октября 2021                                          | Мали                                                     | 0:1                                                      | -                                                        | Отборочные матчи Чемпионата мира 2022                    |
| 16                                                       | 11 ноября 2021                                           | Уганда                                                   | 1:1                                                      | -                                                        | Отборочные матчи Чемпионата мира 2022                    |
| 17                                                       | 15 ноября 2021                                           | Руанда                                                   | 2:1                                                      | -                                                        | Отборочные матчи Чемпионата мира 2022                    |
| 18                                                       | 28 марта 2023                                            | Иран                                                     | 1:2                                                      | -                                                        | Товарищеский матч                                        |

Итого:18 матчей и 0 голов; 3 победы, 8 ничьих, 7 поражений.